# Station Barnes Bridge
Barnes Bridge is een spoorwegstation van National Rail in Richmond upon Thames, Londen, Engeland. 